# Andreas Gaw
Andreas Gaw (* 16. Juli 1963 in Osterode/Harz) ist ein deutscher Schriftsteller und Autor für Film, Fernsehen und Theater.

## Leben
Andreas Gaw wuchs in Münchehof am Harz auf und studierte nach seinem Abitur Sozialwissenschaften an der Georg-August Universität in Göttingen. Studienbegleitend jobbte er als Filmvorführer im Studio-Kino Göttingen. Nach dem Abschluss des Studiums absolvierte er ein Praktikum bei Radio ffn. Ab 1996 arbeitete er zunächst als Staff-Writer bei der Harald Schmidt Show und anschließend als Headwriter der Sat1 Wochenshow. 1997 machte er ein Praktikum in New York bei der Late Night mit Conan O’Brien. Seit 2000 schrieb er u. a. Sketche für Die dreisten Drei, Ich bin Boes und Weibsbilder. Andreas Gaw verfasste u.a Drehbücher für die Sitcom Der Heiland auf dem Eiland mit Jürgen von der Lippe und für die Krimireihe Soko Köln. Zudem arbeitete er als Headwriter für Ladykracher und Mensch Markus.
Zusammen mit Marco Rima schrieb Gaw seit 1996 dessen Bühnenprogramme und 2010 den Kinofilm Liebling lass uns scheiden. Ab 2004 veröffentlichte er mehrere Romane, unter anderem 2022 den Schwedenkrimi Ein gut gemeinter Rat zum Morden.
Zusammen mit Claus Vaske schrieb Gaw für die Expo 2000 Werbespots, in denen Sir Peter Ustinov und Verona Feldbusch mitspielten und welche u. a. von Wim Wenders inszeniert wurden.
Andreas Gaw lebt seit 2006 in Schweden und hat die deutsche und die schwedische Staatsbürgerschaft.

## Fernsehen und Film (Auswahl)
- Die Harald Schmidt Show
- Die Sat1 Wochenshow
- Mensch Markus
- Die Dreisten Drei
- Ladykracher
- Freitag Nacht News
- Der Heiland auf dem Eiland
- Soko Köln
- Nesthocker
- Liebling lass uns scheiden
- Jerry Cotton

## Bühnenprogramme (Auswahl)
- Hank Hoover (Comedy Musical)
- Time Out
- Made in Hellwitzia
- Humor Sapiens
- Ich weiß es nicht

## Bücher (Auswahl)
- Alice@Wonderland (Fischer Verlag 2004) ISBN 3-596-16440-0
- Alice@Hollywood  (Fischer Verlag 2015) ISBN 3-596-30010-X
- Das Trostbuch (mit Lou Richter) (Bastei Lübbe 2012) ISBN 3-404-60673-6
- Legalize Erdbeereis (tredition Verlag 2016) ISBN 3-7345-6801-3
- Was soll das? (tredition Verlag 2020) ISBN 3-347-19704-6
- Ein gut gemeinter Rat zum Morden (Piper Verlag 2022) ISBN 3-492-50583-X
- Schlimmer geht immer (tredition Verlag 2024) ISBN 978-3384209054